# Fat Slags
Fat Slags é um filme de comédia gross out britânico de 2004 baseado nos personagens dos quadrinhos de mesmo nome. Os criadores não tinham controle editorial sobre o filme. Apesar da relativa popularidade dos quadrinhos e das aparições de celebridades, o filme foi amplamente criticado.

## Elenco
- Fiona Allen como Sandra "San" Burke
- Sophie Thompson como Tracey "Tray" Tunstall
- Jerry O'Connell como Sean Cooley
- Anthony Head como Victor Lange
- Geri Halliwell como Paige
- James Dreyfus como Fidor Ulrich Cosimo Konstantin
- Naomi Campbell como Assistente de vendas
- Angus Deayton como Maurice, o recepcionista do hotel
- Hugh Dennis como Oficial de imigração #2
- Les Dennis como MC
- Simon Farnaby como Ventríloquo
- Tom Goodman-Hill como Barry "Baz" Askwith
- Michael Greco como Niarchos
- Eamonn Holmes como ele mesmo
- Ralf Little como Milkman
- Dolph Lundgren como Randy[2]
- Alison King como Recepcionista